# The Young Americans
The Young Americans ist eine US-amerikanische Künstlergruppe, die chorischen Gesang mit Choreografie verknüpft.

## Entstehung
Milton C. Anderson gründete die Gruppe im Jahr 1962. Die Young Americans machten sich einen Namen als weltweit erste Gruppe, die choreografische Einlagen mit chorischem Gesang verbanden und zählen somit als erster Show-Choir in Amerika, die mittlerweile an so gut wie jeder High School in den Vereinigten Staaten zu finden sind.
1968 gewannen die Young Americans mit der gleichnamigen Dokumentation einen Oscar für den besten Dokumentarfilm. Während der 1970er Jahre bestritten sie nationale und internationale Konzerttourneen und traten hierbei unter anderem im Madison Square Garden auf. In den 1980er Jahren folgten Touren im Südpazifik und dem fernen Osten. Über Jahrzehnte waren die Young Americans zu Gast in den großen US-Fernsehshows bei Julie Andrews, Andy Williams, Judy Garland, Bing Crosby und vielen anderen und arbeiteten mit Weltstars wie Fred Astaire, Ed Sullivan, Bob Hope, Jerry Lewis und Gene Kelly zusammen.
Sie gaben Sonderkonzerte für die amerikanischen Präsidenten Ford, Nixon, Carter, Reagan, Bush und Clinton und gestalteten internationale Großereignisse wie zuletzt die Eröffnung der Olympiade für Behinderte in Salt Lake City.
Seit dem Jahre 1992 bereisen die Young Americans zudem im Zuge einer MUSIC OUTREACH TOUR Länder auf der ganzen Welt und leisten pädagogische Arbeit an Schulen und verschiedensten Einrichtungen.
Im Jahr 2002 gründeten die Young Americans die Bildungseinrichtung „California Pacific College of the Performing Arts“, die heute unter dem Namen The Young Americans College of the Performing Arts erfolgreich eigenverantwortliche Künstler in den Sparten Tanz, Gesang, Schauspiel und Pädagogik für die Arbeit als Young American und darüber hinaus für Bühne, Film, Fernsehen sowie mit der Branche verwandten Berufen und die Lehrtätigkeit ausbildet. Dabei fördert das College die einzigartigen pädagogischen Ansätze, die die Young Americans im Laufe der Zeit entwickelt haben (nachzulesen in dem Buch Choices von Milton C. Anderson, siehe Literaturhinweis unten).

## Konzept der Outreach-Tour

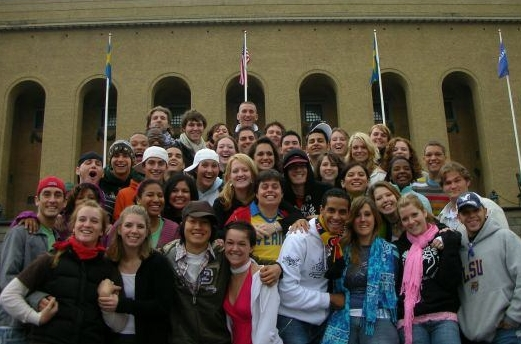
Cast der Outreach Tour

Im Jahre 1992 startete The Young Americans eine pädagogische Initiative: die Music Outreach Tour.
Diese umfassen ganzjährige Serien von dreitägigen Workshops an allgemeinbildenden Schulen, zunächst in den gesamten USA und seit dem Jahre 2000 auch in Australien, Neuseeland, Großbritannien, Irland, der Ukraine, Luxemburg, den Niederlanden, Schweden, Japan und der Bundesrepublik Deutschland. Im Jahr 2009 besuchten The Young Americans zum ersten Mal im Rahmen einer Tour Russland.
Im Laufe der drei Arbeitstage studieren die rund 40 jungen Mitarbeiter mit jeweils 100 – 400 Teilnehmer starken Schülergruppen eine komplette Bühnenshow ein und bringen diese am Abend des letzten Workshoptages zur Aufführung.
Ziel dieser Arbeit ist es, den Schülern künstlerische Impulse zu geben und ihr Vertrauen in die eigenen kreativen Kräfte zu entwickeln. Darüber hinaus werden Teamfähigkeit, interdisziplinäres Denken, Selbstvertrauen und Selbstwertschätzung gefördert.
Der Gedanke der interkulturellen Begegnung und die Erweiterung der Sprachkompetenz im Englischen spielen ebenfalls eine wichtige Rolle. Insbesondere jedoch im Bereich der Motivation und neuer Arbeitsformen ist die Arbeit der Young Americans richtungsweisend.
In den Jahren 2001 bis 2007 fanden bereits zehn Staffeln von Workshops in insgesamt 200 Städten im gesamten Bundesgebiet und im umliegenden europäischen Ausland statt, in deren Verlauf viele Tausende von Schülern und Pädagogen an allgemeinbildenden Schulen und Musikschulen erreicht wurden. Auch in den folgenden Jahren  bis 2018 fanden derartige Projekte an Schulen in Deutschland statt und weitere sind für 2019 und 2020 geplant.

## Bekannte Absolventen
- Allison Court (Tänzerin): The Rockettes (Radio City Music Hall)
- Annie (Carr) McQuitty (Gründer und Produzent): Dance Excellence – an International Dance Festival
- Annie Gibbons (Tänzerin): The Rockettes (Radio City Music Hall)
- Barnette Ricci (Show Director): Disney Productions, Fantasmic!
- Bob Kevoine (Moderator, D.J.): Die Bob & Tom Show
- Carol Dennis-Dylan (Sängerin und Schauspielerin): The Color Purple, The Wiz, Big River
- Cheri Eichen (Produzent und Autor): Cheers, Disneys Klassenhund, Hope and Gloria
- Chris Campbell
- Corkey Lee (Geschäftsführender Direktor Video Operations): Paramount Pictures
- Craig Rathburn (Sonderveranstaltungsmanager): Walt Disney Productions
- Carlos Thomas (Tänzer, Musiker): STOMP
- David DeLeon (Maskenbildner): Emmy nominiert, Der Solist, Angel – Jäger der Finsternis, Tony Bennet, An Americans Special
- David Green (Vizepräsident, Künstlerischer Leiter): McCoy Rigby Conservatory of the Arts
- David Sidoni (Moderator): Jeopardy!, Wheel 2000
- Diana Kavilis (Musicaldarstellerin): A Chorus Line, Cats, Sunset Boulevard, Evita
- Dominic Lucero (Schauspieler, Tänzer und Sänger):  Chorus Line, The Pajama Game, Grease, Michael Jacksons „Bad“ & „Dangerous“ Tours
- Don Strom (Aufnahmeleiter): Wipeout (TV-Serie), Clash of the Choirs, Miss Universe 2007
- Eden Espinosa (Musicaldarstellerin): Wicked (Broadway), RENT (Broadway, DVD Filmed Live on Broadway), Brooklyn The Musical (Broadway), Law & Order
- Enrique Segura
- Gary Moss (Musicaldarsteller): Hauptrolle in Broadways Les Misérables
- Greg Smith
- Jack Jackson
- James „Jim“ May (Dirigent): Sunset Boulevard (Broadway), Les Misérables (Broadway), Wicked, Der König der Löwen, Die Schöne und das Biest
- Jason Oltoff (Regisseur, Choreograf): Super Bowls, Olympische Sommerspiele 1996 & 2000, Olympische Winterspiele 2002
- Jeffrey Polk (Musicaldarsteller): Five Guys Named Moe (Broadway), Der König der Löwen, Smokey Joe's Cafe, Jesus Christ Superstar
- Jennifer Colby Talton (Musicaldarstellerin): RENT
- Jerry Mitchell (Regisseur und Choreograf): Hairspray (Broadway, Westend), Legally Blonde: The Musical (Broadway), Tony Award für beste Choreografie in La Cage aux Folles
- Jinger Leigh (Magier, Produzent): Mark Kalin and Jinger, Before Your Very Eyes, Carnival of Wonders
- Joey Murphy (Produzent und Drehbuchautor): Cybill, The Golden Girls, The Crew, Desperate Housewives
- John Pardee (Produzent und Drehbuchautor): Cybill, The Jeff Foxworthy Show, The Crew, Desperate Housewives
- Jon Bernstein (Drehbuchautor): Ring frei! - Die Jerry Springer Story, Beautiful, Triff die Robinsons
- Kathi Gillmore (Musicaldarstellerin): Show Boat, Ragtime, A Chorus Line
- Kathy Fishburne Erickson (Autor, Produzent): Gründer von Erickson Creative
- Kelli Fish
- Kelly Severson: Sandy in Grease, Annie Get Your Gun Revival
- Ken Prymus´
- Kevin Morrow: Five Guys Named Moe
- Kevyn Brackett (Schauspieler und Musicaldarsteller): Five Guys Named Moe, RENT
- Khalid Freeman (Schauspieler, Tänzer): Stomp the Yard, Dreamer
- Kye Brackett (Tänzer, Sänger, Choreograf): Barry Manilow, „Ultimate Manilow“ & „Could It Be Magic“
- Laura Leighton (Schauspielerin): Melrose Place, Beverly Hills, 90210, Tru Calling – Schicksal reloaded!, Desperate Housewives, CSI: Miami, Mending Fences, Eyes
- Leif Green (Aufnahmeleiter): Bärenbrüder 2, Looney Tunes: Back in Action
- Leslie Beauvais: Les Misérables Tour
- Lucinda „Cinda“ Ramsuer (Sängerin und Musicaldarstellerin): Dreamgirls, Der König der Löwen, Cirque du Soleil, Stevie Wonder, Diana Ross, Whitney Houston, Sporting Club
- Maire Gulmatico (Musicaldarstellerin): Mimi in Miss Saigon
- Marc Cherry (Produzent und Autor): The Golden Girls, The Crew, Golden Palace, Erfinder von Desperate Housewives
- Marie Matiko (Schauspielerin): The Art of War, The Civilization of Maxwell Bright, Forbidden Warrior, Mystery Men, Corruptor – Im Zeichen der Korruption, Date Movie, Forbidden Warrior, Gang of Roses, Xena, The District – Einsatz in Washington
- Mark L. Walberg (Fernsehmoderator, Schauspieler und Komiker): The Moment of Truth, The Mark Walberg Show, Antiques Roadshow, Russian Roulette, The Moment of Truth, Temptation Island
- Mary Bond Davis (Musicaldarstellerin): Hairspray (Broadway), Grease (Broadway), The Woman (Broadway), Jelly's Last Jam (Broadway), Show Boat (Broadway), Mail (Broadway), Marie Christine (Broadway)
- Melissa Hayden (Schauspielerin): Tanz in den Wolken, Springfield Story, General Hospital, Hunter
- Michael Jones
- Mindy Dow Broadley (Produzent): Super Bowl half time shows
- Nia Peeples (Sängerin und Schauspielerin): Fame – Der Weg zum Ruhm, Walker, Texas Ranger, General Hospital, Deep Star Six, Blues Brothers 2000, Schatten der Leidenschaft, Barbershop (TV-Serie)
- Patrick Gandy (Arrangeur, Orchestrator und Dirigent): The Emmy's, Stevie Wonder, Yolanda Adams
- Patrick „Rick“ Hilsabeck (Musicaldarsteller): Billy Elliott (Broadway), Bounce (Broadway), Chitty Chitty Bang Bang (Broadway), Phantom in Das Phantom der Oper
- Paul May
- Peter Kevoian (Schauspieler und Musicaldarsteller): Emergency Room – Die Notaufnahme, Cheers, Matlock, The Guardian – Retter mit Herz, Cats, Wicked, Sunset Boulevard, Into the Woods
- Ray Garcia
- Ray Rodriguez (Tänzer, Choreograf): Kuss der Spinnenfrau
- Reggie Burrell (Sänger): Gladys Knight in Concert, A Raisin in the Sun
- Rich Leist (Produzent, Casting Director): Wipe Out, Fear Factor
- Sandra Allen (Musicaldarstellerin): Sunset Boulevard, Bombay Dreams, Flower Drum Song
- Scott Tea: The Lettermen
- Skip Ewing (Country-Sänger und Songwriter): 2000 BMI songwriter of the Year, CMA Triple Play Award
- Stephanie J. Block (Musicaldarstellerin): Wicked (Broadway), 9 to 5: The Musical (Broadway), The Pirate Queen (Broadway), The Boy from Oz: The Peter Allen Story (Broadway), James Joyce’s The Dad, The Kennedy Center
- Steve Anderson (Toningenieur): Superbowl, Emmy Awards, Grammy Awards, Academy Awards
- Steve Brethaupt: Les Misérables
- Steve Issacs (Schauspieler, Musiker): Tommy in The Who's Tommy, MTV VJ - Top 20 Countdown
- Steve Palmer (Musicaldarsteller): STOMP
- Steve Scott (Digitaler Kolorist): Emmy winner for visual effects, ehem. Präsident der Academy of Television Arts & Sciences
- Stewart Daylida (Visual Effects, Schauspieler): EFX (Las Vegas Show), Akte X – Die unheimlichen Fälle des FBI, Titanic, Raumschiff Enterprise: Das nächste Jahrhundert, Star Trek: Deep Space Nine, Roseanne, Butterfly Effect, Van Helsing
- Susan Egan (Schauspielerin und Sängerin): Dr. House, Numbers – Die Logik des Verbrechens, Hercules, Die Schöne und das Biest
- Susan „Susie“ Johnson (Produktionsleitung): Paramount Pictures, Girlfriends, Cheers, Kristin
- Tim Bagley (Schauspieler und Komiker): Beim ersten Mal, Will & Grace, King of Queens, Immer wieder Jim, Monk, Seinfeld, Emergency Room – Die Notaufnahme, Akte X – Die unheimlichen Fälle des FBI, Southland, The Groundlings Comedy Troupe
- Vanessa Brown (Perkussionist und Arrangeur): Dancing with the Stars, Der König der Löwen, Barry Manilow in Concert
- Vicki Lawrence (Schauspielerin und ehemalige Sängerin): The Carol Burnett Show, Mama's Family, Roseanne, Hannah Montana, Ally McBeal
- Vincent Kauffman (Post-Production-Koordinator): Für alle Fälle Amy

## Film
1967 drehte Alexander Grasshoff die Dokumentation Young Americans, die 1969 eine Oscar-Nominierung als bester Dokumentarfilm erhielt.